# Чемпіонат Європи з футболу 2024 (кваліфікаційний раунд, група I)
Група I кваліфікації УЄФА Євро-2022 — одна з 10 груп для визначення команд, які пройдуть до Чемпіонату Європи 2024 у Німеччині. Група I складається з 6 команд: Андорра, Білорусь, Ізраїль, Косово, Румунія та Швейцарія. Команди зіграють одна з одною вдома та на виїзді за круговою системою.
Дві кращі команди групи потраплять напряму до Чемпіонату Європи 2024. В той час, як учасники плей-оф визначаються на основі результатів Ліги націй УЄФА 2022–23.

## Турнірна таблиця
| Поз | Команда   | І  | В | Н | П | ГЗ | ГП | РГ  | О  | Кваліфікація                       |     | Румунія | Швейцарія | Ізраїль | Білорусь | Республіка Косово | Андорра |
| --- | --------- | -- | - | - | - | -- | -- | --- | -- | ---------------------------------- | --- | ------- | --------- | ------- | -------- | ----------------- | ------- |
| 1   | Румунія   | 10 | 6 | 4 | 0 | 16 | 5  | +11 | 22 | Кваліфікація до фінального турніру |     | —       | 1:0       | 1:1     | 2:1      | 2:0               | 4:0     |
| 2   | Швейцарія | 10 | 4 | 5 | 1 | 22 | 11 | +11 | 17 | Кваліфікація до фінального турніру |     | 2:2     | —         | 3:0     | 3:3      | 1:1               | 3:0     |
| 3   | Ізраїль   | 10 | 4 | 3 | 3 | 11 | 11 | 0   | 15 | Вихід до плей-оф через Лігу націй  |     | 1;2     | 1:1       | —       | 1:0      | 1:1               | 2:1     |
| 4   | Білорусь  | 10 | 3 | 3 | 4 | 9  | 14 | −5  | 12 |                                    |     | 0:0     | 0:5       | 1:2     | —        | 2:1               | 1:0     |
| 5   | Косово    | 10 | 2 | 5 | 3 | 10 | 10 | 0   | 11 |                                    | 0:0 | 2:2     | 1:0       | 0:1     | —        | 1:1               |         |
| 6   | Андорра   | 10 | 0 | 2 | 8 | 3  | 20 | −17 | 2  |                                    | 0:2 | 1:2     | 0:2       | 0:0     | 0:3      | —                 |         |

## Матчі
УЄФА опублікували розклад матчів 10 жовтня 2022, на наступний день після жеребкування. Час вказано у EET/EEST (київський час) (місцевий час, якщо відрізняється, вказано в дужках).
| 25 березня 2023 19:00 (18:00 CET) |

| Білорусь | 0:5      | Швейцарія                                       |
| -------- | -------- | ----------------------------------------------- |
|          | Протокол | - Штеффен 4', 17', 29' - Джака 62' - Амдуні 65' |

| Караджордже, Новий Сад Глядачів: 0 Арбітр: Алехандро Ернандес (Іспанія) |

| 25 березня 2023 19:00 |

| Ізраїль          | 1:1      | Косово          |
| ---------------- | -------- | --------------- |
| - Дор Перець 56' | Протокол | - Даса 36' (аг) |

| Блумфілд, Тель-Авів Глядачів: 28 935 Арбітр: Вільям Коллам (Шотландія) |

| 25 березня 2023 21:45 (20:45 CET) |

| Андорра | 0:2      | Румунія                |
| ------- | -------- | ---------------------- |
|         | Протокол | - Ман 35' - Алібек 49' |

| Естаді Насьйональ, Андорра-ла-Велья Глядачів: 1 250 Арбітр: Даріо Бел (Хорватія) |

| 28 березня 2023 21:45 (20:45 CEST) |

| Швейцарія                              | 3:0      | Ізраїль |
| -------------------------------------- | -------- | ------- |
| - Варгас 39' - Амдуні 48' - Відмер 52' | Протокол |         |

| Стад де Женев, Женева Глядачів: 14 819 Арбітр: Никола Дабанович (Чорногорія) |

| 28 березня 2023 21:45 |

| Румунія                  | 2:1      | Білорусь      |
| ------------------------ | -------- | ------------- |
| - Станчу 17' - Бурке 19' | Протокол | - Морозов 19' |

| Національ, Бухарест Глядачів: 27 837 Арбітр: Аллард Ліндгут (Нідерланди) |

| 28 березня 2023 21:45 (20:45 CEST) |

| Косово        | 1:1      | Андорра     |
| ------------- | -------- | ----------- |
| - Жегрова 59' | Протокол | - Росас 61' |

| Фаділь Вокрі, Приштина Глядачів: 12 600 Арбітр: Себастьян Гісхамер (Австрія) |

| 16 червня 2023 21:45 (20:45 CEST) |

| Андорра    | 1:2      | Швейцарія             |
| ---------- | -------- | --------------------- |
| Віейра 67' | Протокол | Фройлер 7' Амдуні 32' |

| Естаді Насьйональ, Андорра-ла-Велья Глядачів: 2 490 Арбітр: Балаж Берке (Угорщина) |

| 16 червня 2023 21:45 |

| Білорусь  | 1:2      | Ізраїль                       |
| --------- | -------- | ----------------------------- |
| Ебонг 16' | Протокол | Вайсман 85' (пен.) Глух 90+2' |

| Ференц Суса, Будапешт Глядачів: 0 Арбітр: Джарред Джиллетт (Австралія) |

| 16 червня 2023 21:45 (20:45 CEST) |

| Косово | 0:0      | Румунія |
| ------ | -------- | ------- |
|        | Протокол |         |

| Фаділь Вокрі, Приштина Глядачів: 11 000 Арбітр: Данні Маккелі (Нідерланди) |

| 19 червня 2023 21:45 (20:45 CEST) |

| Швейцарія       | 2:2      | Румунія            |
| --------------- | -------- | ------------------ |
| Амдуні 28', 41' | Протокол | Міхейле 89', 90+2' |

| Свісспорарена, Люцерн Глядачів: 14 400 Арбітр: Даніеле Орсато (Італія) |

| 19 червня 2023 21:45 |

| Ізраїль               | 2:1      | Андорра   |
| --------------------- | -------- | --------- |
| Шломо 42' Соломон 61' | Протокол | Росас 52' |

| Тедді, Єрусалим Глядачів: 13 300 Арбітр: Драгомир Драганов (Болгарія) |

| 19 червня 2023 21:45 |

| Білорусь              | 2:1      | Косово            |
| --------------------- | -------- | ----------------- |
| Морозов 73' Ебонг 75' | Протокол | Мурікі 87' (пен.) |

| Ференц Суса, Будапешт Глядачів: 0 Арбітр: Юліан Вайнбергер (Австрія) |

| 9 вересня 2023 19:00 (18:00 CEST) |

| Андорра | 0:0      | Білорусь |
| ------- | -------- | -------- |
|         | Протокол |          |

| Естаді Насьйональ, Андорра-ла-Велья Глядачів: 1 026 Арбітр: Елдор'ян Хаміті (Албанія) |

| 9 вересня 2023 21:45 |

| Румунія    | 1:1      | Ізраїль  |
| ---------- | -------- | -------- |
| Алібек 27' | Протокол | Глух 53' |

| Національ, Бухарест Глядачів: 49 193 Арбітр: Славко Винчич (Словенія) |

| 9 вересня 2023 21:45 (20:45 CEST) |

| Косово            | 2:2      | Швейцарія                         |
| ----------------- | -------- | --------------------------------- |
| Мурікі 65', 90+4' | Протокол | Фройлер 14' Ам. Ррахмані 79' (аг) |

| Фаділь Вокрі, Приштина Глядачів: 12 700 Арбітр: Якоб Кехлет (Данія) |

| 12 вересня 2023 21:45 (20:45 CEST) |

| Швейцарія                               | 3:0      | Андорра |
| --------------------------------------- | -------- | ------- |
| Іттен 49' Джака 84' Шачірі 90+3' (пен.) | Протокол |         |

| Турбійон, Сьйон Глядачів: 9 000 Арбітр: Ельчин Масієв (Азербайджан) |

| 12 вересня 2023 21:45 |

| Ізраїль            | 1:0      | Білорусь |
| ------------------ | -------- | -------- |
| Каніховський 90+3' | Протокол |          |

| Блумфілд, Тель-Авів Глядачів: 28 435 Арбітр: Рікардо де Бургос (Іспанія) |

| 12 вересня 2023 21:45 |

| Румунія                  | 2:0      | Косово |
| ------------------------ | -------- | ------ |
| Станчу 83' Міхейле 90+3' | Протокол |        |

| Національ, Бухарест Глядачів: 29 982 Арбітр: Віллі Делажо (Франція) |

| 12 жовтня 2023 21:45 (20:45 CEST) |

| Андорра | 0:3      | Косово                     |
| ------- | -------- | -------------------------- |
|         | Протокол | Рашица 26', 71' Зекірі 83' |

| Естаді Насьйональ, Андорра-ла-Велья Глядачів: 1 207 Арбітр: Нік Волш (Шотландія) |

| 12 жовтня 2023 21:45 |

| Білорусь | 0:0      | Румунія |
| -------- | -------- | ------- |
|          | Протокол |         |

| Ференц Суса, Будапешт Глядачів: 0 Арбітр: Еспен Ескас (Норвегія) |

| 15 жовтня 2023 19:00 (18:00 CEST) |

| Швейцарія                         | 3:3      | Білорусь                               |
| --------------------------------- | -------- | -------------------------------------- |
| Шачірі 28' Аканджі 89' Амдуні 90' | Протокол | Ебонг 61' Поляков 69' Антилевський 84' |

| Кібунпарк, Санкт-Галлен Глядачів: 17 000 Арбітр: Жуан Піньєйру (Португалія) |

| 15 жовтня 2023 21:45 |

| Румунія                                         | 4:0      | Андорра |
| ----------------------------------------------- | -------- | ------- |
| Станчу 23' Хаджі 28' Марін 44' (пен.) Коман 50' | Протокол |         |

| Національ, Бухарест Глядачів: 21 723 Арбітр: Крісто Тогвер (Естонія) |

| 12 листопада 2023 21:45 (20:45 CEST) |

| Косово     | 1:0      | Ізраїль |
| ---------- | -------- | ------- |
| Рашица 41' | Протокол |         |

| Фаділь Вокрі, Приштина Глядачів: 5 245 Арбітр: Іван Кружляк (Словаччина) |

| 15 листопада 2023 21:45 |

| Ізраїль     | 1:1      | Швейцарія  |
| ----------- | -------- | ---------- |
| Вайсман 88' | Протокол | Варгас 36' |

| Панчо Арена, Фельчут Глядачів: 2 024 Арбітр: Ентоні Тейлор (Англія) |

| 18 листопада 2023 19:00 (20:00 FET) |

| Білорусь   | 1:0      | Андорра |
| ---------- | -------- | ------- |
| Лаптєв 83' | Протокол |         |

| Ференц Суса, Будапешт Глядачів: 0 Арбітр: Булат Сарієв (Казахстан) |

| 18 листопада 2023 21:45 (20:45 CET) |

| Швейцарія  | 1:1      | Косово     |
| ---------- | -------- | ---------- |
| Варгас 47' | Протокол | Гісені 82' |

| Санкт-Якоб Парк, Базель Глядачів: 33 000 Арбітр: Антоніу Нобре (Португалія) |

| 18 листопада 2023 21:45 |

| Ізраїль   | 1:2      | Румунія              |
| --------- | -------- | -------------------- |
| Захаві 2' | Протокол | Пушкаш 10' Хаджі 63' |

| Панчо Арена, Фельчут Глядачів: 2 921 Арбітр: Франсуа Летексьє (Франція) |

| 21 листопада 2023 21:45 |

| Румунія    | 1:0      | Швейцарія |
| ---------- | -------- | --------- |
| Алібек 50' | Протокол |           |

| Національ, Бухарест Глядачів: 50 224 Арбітр: Давіде Масса (Італія) |

| 21 листопада 2023 21:45 (20:45 CET) |

| Андорра | 0:2      | Ізраїль                   |
| ------- | -------- | ------------------------- |
|         | Протокол | Сервос 29' (аг) Кінда 81' |

| Естаді Насьйональ, Андорра-ла-Велья Глядачів: 568 Арбітр: Саша Штегеман (Німеччина) |

| 21 листопада 2023 21:45 (20:45 CET) |

| Косово | 0:1      | Білорусь         |
| ------ | -------- | ---------------- |
|        | Протокол | Антилевський 43' |

| Фаділь Вокрі, Приштина Глядачів: 5 026 Арбітр: Георгі Кабаков (Болгарія) |

## Бомбардири
Протягом турніру було забито  71 голів у 30 матчах, з середнім показником 2.37 голів за матч.
6 голів
- Зекі Амдуні

3 голи
- Макс Ебонг
- Ведат Мурічі
- Мілот Рашица
- Деніс Алібек
- Валентин Міхейле
- Ніколае Станчу
- Рубен Варгас
- Ренато Штеффен

2 голи
- Альберт Росас
- Дмитро Антилевський
- Владислав Морозов
- Оскар Глух
- Шон Вайсман
- Яніс Хаджі
- Граніт Джака
- Ремо Фройлер
- Джердан Шачірі

1 гол
- Марсіо Віейра
- Денис Лаптєв
- Денис Поляков
- Еран Захаві
- Гавріел Каніховський
- Гаді Кінда
- Дор Перець
- Манор Соломон
- Раз Шломо
- Мухамет Гісені
- Едон Жегрова
- Алтин Зекірі
- Андрей Бурке
- Флорінел Коман
- Денніс Ман
- Резван Марін
- Георге Пушкаш
- Мануель Аканджі
- Сільван Відмер
- Седрік Іттен

1 автогол
- Жоан Сервос (проти Ізраїля)
- Даса (проти Косова)
- Амір Ррахмані (проти Швейцарії)

## Дисциплінарні покарання
Гравець автоматично пропускає наступний матч за наступні дисциплінарні порушення:
- Червона картка (відсторонення за червону картку може бути збільшене за серйозні порушення)
- 3 жовті картки у трьох різних матчах (відсторонення за червону також поширюється і на плей-оф, але не на фінальний турнір чи і подальші міжнародні матчі)

Гравці відбули наступні дисциплінарні покарання: 
| Команда   | Гравець             | Порушення                                                                                  | Відсторонено на матч(і)           |
| --------- | ------------------- | ------------------------------------------------------------------------------------------ | --------------------------------- |
| Андорра   | Марк Ребес          | пр. Румунії (25 березня 2023)                                                              | пр. Косова (28 березня 2023)      |
| Андорра   | Мойзес Сан-Ніколас  | пр. Румунії (15 жовтня 2023)                                                               | пр. Білорусі (18 листопада 2023)  |
| Білорусь  | Макс Ебонг          | пр. Швейцарії (25 березня 2023) пр. Румунії (28 березня 2023) пр. Андорри (9 вересня 2023) | пр. Ізраїля (12 вересня 2023)     |
| Білорусь  | Сергій Політевич    | пр. Ізраїля (16 червня 2023) пр. Андорри (9 вересня 2023) пр. Швейцарії (15 жовтня 2023)   | пр. Андорри (18 листопада 2023)   |
| Ізраїль   | Рой Ревіво          | пр. Косова (12 листопада 2023)                                                             | пр. Швейцарії (15 листопада 2023) |
| Косово    | Ведат Мурічі        | пр. Румунії (12 вересня 2023)                                                              | пр. Андорри (12 жовтня 2023)      |
| Косово    | Мергім Войвода      | пр. Швейцарії (9 вересня 2023) пр. Румунії (12 вересня 2023) пр. Андорри (12 жовтня 2023)  | пр. Ізраїля (12 листопада 2023)   |
| Румунія   | Георге Пушкаш       | пр. Косова (16 червня 2023) пр. Ізраїля (9 вересня 2023) пр. Косова (12 вересня 2023)      | пр. Білорусі (12 жовтня 2023)     |
| Румунія   | Валентин Міхейле    | пр. Ізраїля (18 листопада 2023)                                                            | пр. Швейцарії (21 листопада 2023) |
| Швейцарія | Едімілсон Фернандеш | пр. Ізраїля (15 листопада 2023)                                                            | пр. Косова (18 листопада 2023)    |

| ЖК           | жовта картка                                      |
| ЖК · YK · RK | непряма червона картка (дві жовті в одному матчі) |
| RK           | червона картка                                    |
| ЖК · RK      | жовта та червона картка в одному матчі            |

## Позначки
1. ↑  EET (UTC+2) для матчів до 26 березня та у листопаді 2023, та EEST (UTC+3) для решти матчів.
2. 1 2  Через використання території Білорусі у расійському вторгненні в Україну, УЄФА зобов'язали білоруські команди проводити домашні матчі на нейтральному полі та без глядачів до подальших повідомлень.[4][5]